# ملورا هاردین
ملورا هاردین (انگلیسی: Melora Hardin؛ زادهٔ ۲۹ ژوئن ۱۹۶۷) بازیگر و خواننده آمریکایی است که بیشتر برای بازی کردن نقش جن لوینسون در مجموعه تلویزیونی سیتکام ان‌بی‌سی، اداره، جواهرفروشی و نقش ترودی مانک در مجموعه تلویزیونی مانک و همچنین سریال‌های یواس‌ای نتورک و زنان قاتل شناخته می‌شود.

## ابتدای زندگی
زادگاه هاردین هیوستون، تگزاس است. او خواهر مدیر عامل اجرایی پیشین فلاک، شان هاردین است.